# Люпин узколистный

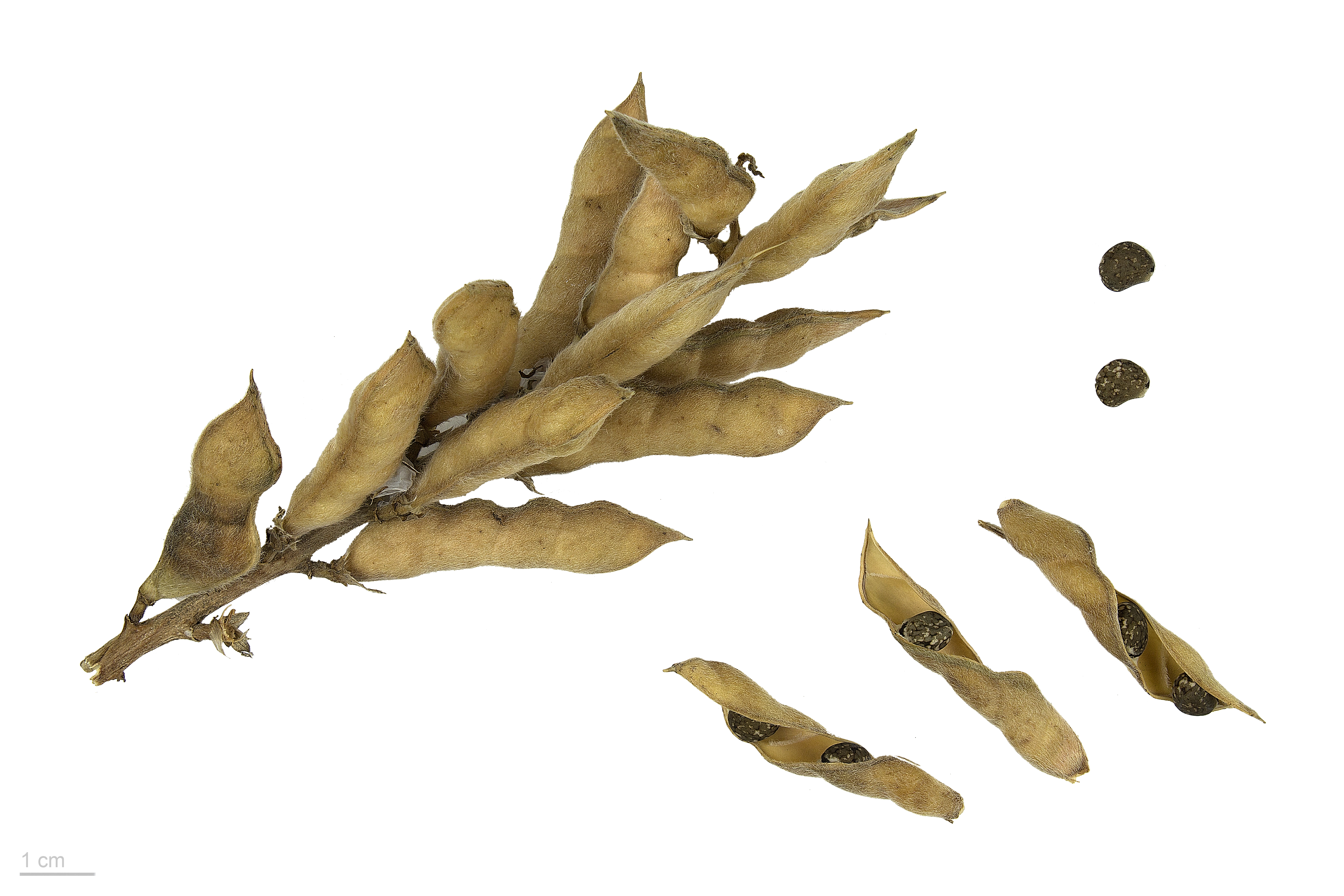
Бобы и семена Lupinus angustifolius - Тулузский музей

Люпин узколистный (лат. Lupinus angustifolius) — вид растений из рода Люпин семейства Бобовые.

## Описание
Люпин узколистный всё шире возделывают в России и др. странах СНГ в качестве кормовой культуры. Этот вид люпина наиболее скороспелый. Окраска семян варьирует от темно-серой (почти чёрной) со светлыми пятнами и точками разной величины, серо-коричневой, коричневой до светло-серой и белой. Семена с окрашенной пятнистой кожурой коррелируют с синими и розовыми цветками. По этим двум признакам (маркерам) наблюдается гомологическая изменчивость. Неокрашенные (белые) семена бывают у белоцветковых и сирене-цветковых растений. В результате многолетних наблюдений в посевах установлено 13 разновидностей по окраске семян и венчиков.

## Классификация
По окраске семядолей, вегетативных органов и кончика лодочки выделено ещё 12 под разновидностей. В качестве форм описано 5 разных мутантов с селекционно-ценными признаками (Курлович, Станкевич, 1990).
I. var. angustifolius
I. subvar. angustifolius
I. f. angustifolius
2. subvar. viridulus Kurl. et Stankev.
2. var. albipunctatus Kurl. et Stankev.
3. var. griseomaculatus Kurl. et Stankev.
2. f. belorussicus Kurl. et Stankev.
4. var. chalybens Kurl. et Stankev.
5. var. corylinus Kurl. et Stankev.
3. f. zhukovskii Kurl. et Stankev.
6. var. purpureus Kurl. et Stankev.
3. subvar. purpureus
4. f. deramosus Taran. et Busch.
4. subvar. rhodanthus Kurl. et Stankev.
7. var. rubidus Kurl. et Stankev.
5. subvar. rubidus
6. subvar. maissuriani (Atab.) Kurl. et Stankev.
5. f. eoigonalus Taran. et Busch.
8. var. atabekovae Kurl. et Stankev.
9. var. sparsiusculus Kurl. et Stankev.
10. var. brunneus Kurl. et Stankev.
11. var. albosyringeus Taran.
7. subvar. albisyringeus
6. f. kloczkovii Kurl. et Stankev.
7. f. confertus Kloczko et Kurl.
8. subvar. polonicus Kurl. et Stankev.
9. subvar. lilacinus Kurl. et Stankev.
12. var. albidus Kurl. et Stankev.
8. f. kuptzovii Kurl. et Stankev.
13. var. candidus Kuptzov. et Kurl.
10. subvar. candidus
11. subvar. virescens Kuptzov. et Kurl.
12. subvar. violaceus Kuptzov. et Kurl.
Количество разновидностей, подразновидностей и форм будет увеличиваться дальше по мере изучения биоразнообразия культуры.